# Bhutan
 Ikke at forveksle med Butan.
Bhutan (dzongkha: འབྲུག་ཡུལ, tr. Druk Yul), officielt Kongeriget Bhutan (dzongkha: འབྲུག་རྒྱལ་ཁབ་; tr. Druk Gyal Khap), er en suveræn stat i Sydasien. Bhutan er en indlandsstat i Himalaya beliggende mellem Indien og Kina. Bhutan har et areal på 38.394 km2
og et befolkningstal på 787.424 (2023) indbyggere. Hovedstaden og den største by hedder Thimphu, mens Phuntsholing er landets finansielle centrum.
Indtil 1961 blev landet lukket for tilrejsende, og således kontrolleres turismen. Landet er det eneste, hvor mahayanabuddhisme er statsreligionen, og myndighederne lægger stor vægt på at stimulere traditioner så som brug af nationale klædedragter.
Bhutan er i mange henseender et tilbagestående land. Landets kultur og levevis er stærk forbundet med buddhismen. Vejnettet er beskedent og kun i ringe udstrækning asfalteret. Retsvæsenet er primitivt, fx har man ikke egentlig uddannede jurister. De vigtigste indkomstkilder stammer fra landbrug, skovbrug, turisme og salg af vandkraft til Indien. Også i udenrigspolitisk henseende er landet tilbagetrukkent. Det har kun få ambassader og konsulater. Landet støtter sig tæt op ad Indien som modvægt til et pres fra Folkerepublikken Kina. Hæren er beskeden. Landet har et folkevalgt parlament, men monarken spiller fortsat en betydelig rolle.
Det nationale navn Druk Yul betyder Tordendragens rige. Leddet Druk bruges i mange sammensætninger: kongens "titel" Druk Gyalpo, flyselskabet Druk Air og internetselskabet DrukNet.

## Historie

### Forhistorisk tid
Der findes spor af bygningsstrukturer og redskaber, som indikerer, at Bhutan var beboet så tidligt som år 2.000 f.Kr. Bhutanerne selv antager, at Lhopu – en lille folkegruppe sydøst i Bhutan, udgør en rest af landets urbefolkning. Nogen historikere antyder, at staten Lhomon (eller Monyul) (betyder henholdsvis sydligt mørke og mørkt land) kan have eksisteret mellem 500 f.Kr. og år 600. Navne som Lhomon Tsendenjong (sandeltrælandet) og Lhomon Khashi findes i gamle Bhutanske og tibetanske krøniker.

### Buddhismen kommer til landet
To bygninger, som tilskrives den halvt legendeagtige tibetanske konge Songtsen Gampo, er daterede til år 659. Det er Kyichu i Paro og Jambey i Bumthang. Ikke desto mindre er det normalt påstået, at buddhismen kom til landet med et besøg af den buddhistiske mester Padmasambhava (eller Guru Rinpoche) i 700-tallet. To steder i Bhutan er knyttede til begivenheder i Guru Rinpoches liv: Taktshang som hænger på en klippe over Paro-dalen, og Kurjey Lhakhang i Bumthang.
Under Mongolriget, men især efter at dette brød sammen i 1300-tallet, bestod landet af små regionale høvdingedømmer i indbyrdes strid, støttet af ulige eksterne fyrster.

### Shabdrung Ngawang Namgyal
Prinsen og buddhistlederen Shabdrung Ngawang Namgyal (1594–1651) flygtede fra Tibet til Bhutan i 1616 og formåede ved brug af flere parallelle taktikker og stærk personlig autoritet at udvikle en forholdsvis ensartet stat, bygget på dominansen af folkegruppen Drukpa.
Bhutan blev etableret som statsdannelse i den første halvdel af 1600-tallet af den tibetanske lama og prins shabdrung Ngawang Namgyal (død 1651). Med ham blev der også etableret en teokratisk tradition, hvor tibetansk buddhisme havde afgørende indflydelse på statsskikken. Fra 1705 til 1907 blev landet styret af to sideordnede parter; ærkebiskoppen Je Khenpo og statholderen Druk Desi.
Ngawang Namgyal var også initiativtager til at bygge dzong, befæstede borge, som rummer både religiøse og civiladministrative autoriteter, i hvert distrikt og ved vigtige færdselsårer. Det første var Simthokha dzong ved den nordvestre adgang til Thimpudalen i 1629. Punakha dzong blev bygge i 1637, Wangdue Phodrang i 1638. Dzong i Paro og Tashichoedzong i hovedstaden Thimpu blev begge byggede i 1641, og med dette havde han kontrol over hele det vestlige Bhutan. I tiden frem til 1650 blev der også bygget dzong i Gasa, Lingshi og i Daga. Efter Namgyals død blev Trongsa i 1655 lagt under centralmagtens kontrol og en dzong bygget i Trongsa by. Kort tid efter blev det også anlagt dzong i Lhuntse, Jakar, Shongar, Trashigang, Trashiyangste og Zhemgang.
Ved Namgyals død i 1651 besluttede hans nærmeste medarbejdere at hemmeligholde hans død i 54 år, til 1705. Dette kunne gøres næsten troværdigt for så vidt som han også mens han levede kunne trække sig tilbage i meditation for perioder på mere end et år. Både det todelte statssystem, dzongerne og principperne i landets lovværk er arv efter Namgyal. Navnet Shabdrung, som han tog sig, betyder "den ved hvis fødder man kaster sig".
Efter Namgyals død blev landet på ny delt i rivaliserende fyrstedømmer, og dzongerne, som i hans tid havde været et udtryk for en stærk centralmagt, blev nu de regionale fyrsters borge. Hvervet som Druk desi blev en uriaspost, som få sad længe i, og nogen døde af. I perioden 1850–65 fandtes der også rivaliserende Druk desi, støttede af hver sin Penlop (i dag guvernør, dengang høvding eller småfyrste).
Det har helt siden 1691 været anerkendte reinkarnationer af Shabdrung, som har haft en åndelig overhøjhedsrolle i landet.
Tibet overfaldt Bhutan både i 1710 og i 1730, og ved en fredsaftale i 1730 blev Bhutan pålagt en form for afhængighed i forholdet til myndighederne i Lhasa, hvilket varede til Kinas okkupation af Tibet i 1951.

### Indien og britiske kolonimagter
Forholdet til naboerne i syd var længe præget af plyndringstogter, hvor bhutanerne blandt andet hentede slaver. I 1772 invaderede bhutanere fyrstedømmet Cooch Behar (senere en del af den indiske delstat Vestbengalen). Fyrsten bad om hjælp fra de britiske koloniherrer i Indien, som ikke blot drev okkupanterne ud af Cooch Behar, men i 1774 fortsatte med et angreb på Bhutan, som førte til, at Bhutan blev tvunget tilbage til sine grænser fra 1730.
Briterne sendte i 1864 Sir Ashley Eden til Bhutan med det formål at forhandle en fred og at få ende på bhutanske angreb på den frugtbare flodslette Duars i Bengalområdet. Sir Ashley var på forhånd varslet om, at rejsen kunne mislykkes, da fyrsterne i Bhutan var indbyrdes uenige, og det ikke var klart, om de kunne optræde samlet. Han var dog næppe forberedt på den ydmygende behandling, som han blev mødt med: selv blev han indsmurt med en deg, mens et andet medlem af delegationen fik spyttet gennemtyggede betelnødder i ansigtet af Penlop’en selv.
Dette blev begyndelsen på Duarskrigen, som varede i 6 måneder. Bhutan tabte krigen, og ved freden i Sinchula måtte det afstå landområder i syd; til gengæld fik de en slags årlig erstatning på 50.000 rupi. Freden førte til, at al fjendtlighed mellem de to parter ophørte.

### Ugyen Wangchuck
1870- og 1880'erne var prægede af krig mellem de rivaliserende penlop i Paro og Trongsa, som begge søgte kontrol over hele landet. Paro penlop fik støtte fra Tibet, mens Trongsa penlop – den senere konge – fik britiske støtte (Paro har på grund af den gunstige færdselsvej til Tibet altid været tæt knyttet til naboen i nordvest, Trongsa er et stort og centralt beliggende område).
Ugyen Wangchuck (1861–1926) vandt i realiteten kontrollen over landet i 1885. Da en reinkarnation af Shabdrung døde i 1903, og der gik nogen år uden, at man fandt en ny reinkarnation, benyttede han sig af muligheden. Den 17. december 1907 blev Ugyen indsat som den første arvelige konge i Bhutan. Indsættelsen var støttet af munkevæsenet, briterne og af Bhutans ledende fyrsteslægter.
I 1904 spillede Ugyen en vigtig rolle, da han fulgte en britisk delegation til Lhasa for at få indgået en aftale mellem briterne og myndighederne i Tibet. Dette var et led i et britisk forsøg på at vinde kontroll over Himalaya-området på bekostning af Rusland og Kina. Ugyen blev adlet for sin indsats, men allerede i 1910 tog Kina militær kontrol over Tibet, i et forsøg på at forhindre et yderligere britisk engagement. Af frygt for kinesisk ekspansion indgik Bhutan i 1910 en udvidet traktat med briterne i Indien. Aftalen omfattede et årligt beløb på 100.000 rupi samt formuleringer om, at briterne "ikke vil søge indflydelse over Bhutans indre anliggender" og at Bhutan lovede at "lade sig vejlede af den britiske regering i alle udenrigspolitiske anliggender".

### Afkolonialisering
Den nye kongemagt reducerede Shabdrungs indflydelse, og det var antagelig gensidige spørgsmål om legitimitet. Den nye inkarnation Jigme Dorji (1905–1931) tog i 1931 kontakt med Gandhi for at få hjælp til at afsætte kongen. Dette var formodentlig anledningen til, at Jigme Dorji kort tid efter blev dræbt af royalistiske agenter (den senere konge Jigme Singye Wangchuk har gjort flere tiltag for at bøde på de modsætninger, som ligger i denne konflikt. I november 1995 indviede han et mindesmærke over Jigme Dorji i Talo-klosteret, hvor shabdrung’en efter traditionen skal være blevet dræbt. Kongens fire hustruer er søstre og er gennem deres fader i slægt med de to sidste reinkarnationer af shabdrung).
Efter, at Indien blev uafhængigt af Storbritannien i august 1947, blev kongedømmer som Bhutan givet valgmuligheden mellem at indgå i den indiske forbundsstat eller at bevare sin selvstændighed. Bhutan valgte uafhængighed og blev den 8. august 1949 anerkendt af Indien som en selvstændig stat.
Efter, at Kina på ny okkuperede Tibet i 1951, blev Bhutans nordgrænser lukkede, og forbindelserne med Indien blev tættere. Som et led i det indre forsvar mod en mulig kinesisk okkupation begyndte et moderniseringsprogram med indisk støtte. I 1953 blev parlamentet oprettet. I 1965 blev kongens råd oprettet, og i 1968 en regering. Landet blev medlem af FN i 1971.

### Driglam namzha
I 1980-erne kom det flere statslige påbud, som havde til hensigt at fastholde landets kulturelle egenart i form af en "en nation, et folk"-politik kaldet driglam namzha (oversat: nationale skikke). For eksempel blev alle indbyggere pålagt at bære gho, en dragt som har sin oprindelse i den bhutanske majoritetskultur. Selv indvandrere af nepalesisk oprindelse blev påtvunget denne dragt. Undervisning i nepalesisk sprog er også blevet begrænset af hensyn til den ønskede nationale enhed. Denne politik blev kritiseret af både menneskerettighedsgrupper og af repræsentanter for de nepalesiske gæstearbejdere, som mente, at politikken var rettet mod dem. Fra et bhutansk-nationalt synspunkt handler det lige så meget om at varetage den særegne buddhistiske kultur i Himalaya. Nabostaten Sikkim nævnes ofte som eksempel på en tidligere buddhistisk stat, som blev helt absorberet af de samme hinduistiske, nepalesere. Set med nepalesernes øjne klynger buddhistgrupperne i landet sig til magten på bekostning af menneskerettigheder, pluralisme og demokrati.

### Bhutanske flygtninge og demokratists udvikling
Krisen omkring bhutanske flygtninge udspringer af etniske spændinger og politisk uenighed mellem det nepalesisktalende Lhotshampa-samfund og Bhutans regering, som blev forværret af politikker i 1980’erne. Konflikten tog sin begyndelse med regeringens forsøg på at bevare den kulturelle og politiske dominans for den drukpa-dominerede majoritet. Disse bestræbelser førte til indførelsen af Statsborgerloven af 1985 og politikken "Ét land, ét folk," som tvang alle borgere til at følge Drukpa-kulturelle normer, herunder krav om nationaldragt og sprog. Disse tiltag marginaliserede Lhotshampaerne, hvoraf mange havde boet i det sydlige Bhutan i generationer.
Spændingerne eskalerede i slutningen af 1980’erne og begyndelsen af 1990’erne, hvilket resulterede i massedemonstrationer og protester. Bhutans regering svarede igen med masseudvisninger af Lhotshampa-familier, som blev stemplet som illegale immigranter, selvom mange hævdede deres ret som statsborgere. Flere organisationer blev oprettede for at protestere mod det, de så som en uret mod nepalesere. Konflikten toppede i 1991, da protesterne fik voldelig karakter: 300 personer døde og 2.000 blev fængslede. Bhutan løslod senere de fleste af de fængslede efter protester fra regeringen i Nepal. Over 100.000 Lhotshampa blev fordrevet og søgte tilflugt i flygtningelejre i det østlige Nepal. Flygtningekrisen fortsatte i flere årtier, og internationale organisationer som FN’s Højkommissariat for Flygtninge (UNHCR) leverede humanitær bistand.
En løsning blev delvist fundet gennem genbosættelsesprogrammer. Fra 2007 begyndte lande som USA, Canada, Australien og flere europæiske nationer at genbosætte over 100.000 bhutanske flygtninge, hvilket gav dem nye muligheder for stabilitet og statsborgerskab. Danmark har også modtaget ca. 845 bhutanske flygtninge som en del af denne internationale indsats.

### Reformer
I 1998 lancerede kongen, Jigme Singye Wangchuck betydelige politiske reformer. Flere udøvende opgaver blev overførte til statsministeren, og parlamentet fik en formel myndighed til at afsætte kongen med 2/3 flertal. Nogenlunde samtidig blev der givet adgang til at se og sende fjernsynsprogrammer. En ny grundlov skulle vedtages i 2006. Grundloven indebærer væsentlige skridt i retning af et konstitutionelt monarki, men initiativet kritiseres også som et forsøg på at skjule flygtningeproblemerne ved at introducere et "begrænset demokrati".

### Assam-guerilla
Indiske, separatistiske guerillagrupper, som kæmper for en uafhængig stat i Assam, har længe haft lejre i det sydlige Bhutan. Fra disse lejre angriber de mål i Indien. Den største af disse grupper er ULFA (United Liberation Front of Asom). Bhutanske myndigheder forsøgte at opløse disse lejre ved fredelige forhandlinger. Disse brød sammen i foråret 2003. Den 15. december 2003 gik hæren, sammen med indiske styrker, til angreb på lejrene. Omkring 30 lejre blev angrebet, af disse var 13 kontrollerede af ULFA, 12 lejre tilhørte National Democratic Front of Bodoland (NDFB) og 5 lejre tilhørte Kamatapur Liberation Organisation (KLO). Operationen førte i løbet af en måned til, at lejrene blev ødelagte.

### Kinesisk grænsekrænkelse
Søndag den 13. november 2005 krydsede kinesiske soldater grænsen til Bhutan på flere steder. Soldaterne rykkede indtil 20 km ind i landet i distrikterne Haa, Paro, Wangdi Phodrang og Bumthang og anlagde flere veje og broer. Kinesiske diplomater sagde senere, at vejene var byggede som led i en plan for økonomisk udvikling af Kinas vestlige distrikter. Kinas militære nærvær er en ubehagelig påmindelse om, at Kina i 1961 udgav kort, hvor bhutansk territorium blev fremstillet som dele af Kina. Bhutans 6.000 mand store hær er ingen trussel for den 2.250.000 mand store Folkets befrielseshær, så Bhutan må basere sin sikkerhed på den internationale opinion og på bistand og beskyttelse fra den indiske hær.

## Geografi
Bhutan er et bjergrigt land på sydskråningen af Himalaya. Den overvejende del af landet er et bjergrigt plateau, som går fra ca. 4.000 moh. Landets højeste bjerg er Kula Kangri (7.554 moh) og Gangkhar Puensum (7.570 moh). Begge bjerge har i lighed med alle andre bjerge i landet været ulovlige at bestige siden 2003 som følge af landets religiøse love.

### Klima
Nordøstlige vinde op til kulingsstyrke, som blæser ned gennem bjergpassene, skal være ophav til navnet Druk Yul, Tordendragens rige.
Bhutan har en negativ udledning af drivhusgasser, hvilket vil sige at landet optager flere drivhusgasser end det genererer, grundet den store andel af skov, der dækker landet, og den meget lille produktion og forurening.
Landet har tre klimazoner:
- De høje Himalaya-nære nordlige (særligt nordvestlige) dele af landet har et arktisk klima med julitemperatur op til 5° C og lille nedbør.
- En tempereret zone, hvor blandt andet hovedstaden Thimphu ligger, med højder mellem 2.000 og 4.000 moh. Varm sommer, nattefrost om vinteren. Monsunregn, 600-1400 mm nedbør årlig. Temperaturer mellem 15° C og 26° C i juni-september; fra -4° C op til 16° C i januar.
- En tropisk zone i lavland og skråninger op til 2.000 moh længst mod syd i landet, ca. 50 km bred. Lang, varm og våd sommer, kort og tør vinter. Sommermonsun og op til 2.500 mm nedbør årlig. Angivelig nedbørsrekord ca 7.800 mm. Temperaturer mellem 15° C og 30° C året rundt, nogle gange op mod 40° C om sommeren.

| Vejr for Thimphu, Bhutan                       | Vejr for Thimphu, Bhutan | Vejr for Thimphu, Bhutan | Vejr for Thimphu, Bhutan | Vejr for Thimphu, Bhutan | Vejr for Thimphu, Bhutan | Vejr for Thimphu, Bhutan | Vejr for Thimphu, Bhutan | Vejr for Thimphu, Bhutan | Vejr for Thimphu, Bhutan | Vejr for Thimphu, Bhutan | Vejr for Thimphu, Bhutan | Vejr for Thimphu, Bhutan | Vejr for Thimphu, Bhutan |
|                                                | Jan                      | Feb                      | Mar                      | Apr                      | Maj                      | Jun                      | Jul                      | Aug                      | Sep                      | Okt                      | Nov                      | Dec                      | År                       |
| ---------------------------------------------- | ------------------------ | ------------------------ | ------------------------ | ------------------------ | ------------------------ | ------------------------ | ------------------------ | ------------------------ | ------------------------ | ------------------------ | ------------------------ | ------------------------ | ------------------------ |
| Gennemsnitlig maks °C                          | 12,3                     | 14,4                     | 16,4                     | 20                       | 22,5                     | 24,4                     | 24,9                     | 25                       | 23,1                     | 21,9                     | 17,9                     | 14,5                     | 19,78                    |
| Gennemsnitlig °C                               | 4,9                      | 7,5                      | 10,2                     | 13,6                     | 17,8                     | 19,8                     | 20,2                     | 20,4                     | 19,1                     | 16,2                     | 11,5                     | 6,7                      | 13,6                     |
| Gennemsnitlig min °C                           | −2,6                     | 0,6                      | 3,9                      | 7,1                      | 13,1                     | 15,2                     | 15,4                     | 15,8                     | 15                       | 10,4                     | 5                        | −1,1                     | 8                        |
| Gennemsnitlig nedbør mm                        | 25                       | 33                       | 31                       | 58                       | 122                      | 246                      | 373                      | 345                      | 155                      | 38                       | 8                        | 13                       | 1,427                    |
| Kilde (2016): Kilde: Weatherbase.com (engelsk) |                          |                          |                          |                          |                          |                          |                          |                          |                          |                          |                          |                          |                          |

### Vand
I dalene, som går fra nord til syd, løber flere floder, som har udløb i Brahmaputra i Indien, den mægtige flod, som til sidst munder ud i Bengalbugten. Vandkraft regnes for at være Bhutans største naturressource, og man regner med, at krafteksport vil give landet et overskud i udenrigshandlen.
Gletsjere i de alpine nordområder er en vigtig kilde for vandforsyningen i Bhutan og er årsag til sæsonvariationen i vandføring og vandkraftproduktionen. Bjergene er også en potentiel miljøkatastrofe, idet global opvarmning – kombineret med monsunregnen – kan føre til enorme vandmængder, oversvømmelser, store ødelæggelser og tab af menneskeliv langs Bramaputras folkerige flodsletter.
Bhutan har fem større vandløbssystemer:
- Nyera Ama Chhu er en lille flod længst mod øst, uden væsentlige bifloder.
- Drangme Chhu er den østligste af de store vandløb, med bifloderne Kuri Chhu og Kulong Chu. Flere af bifloderne har deres oprindelse nord og nordvest for Bhutan. Den møder de store floder Mangde Chhu (i Trongsadalen) og Bumthang Chhu i lavlandet nær den indiske grænse. Disse tre floder dækker mere end halvdelen af landets område. Den samlede flod kaldes Manas Chhu på sin vej videre ind i Indien.
- Puna Tsang Chhu (også kaldet "Sankosh") har sit udspring fra gletsjerfloderne Mo Chhu og Pho Chhu i Gasa i det nordvestlige Bhutan, og er 320 km lang.
- Wang Chhus kilder ligger i Tibet, og bifloderne går gennem de centrale vestlige dalgange Ha Chhu i Haadalen, Pa Chhu forbi Paro og Thim Chhu forbi Thimpu. Wang Chhu er den tidligst regulerede og mest omfattende regulerede af floderne.
- Amo Chhu (eller "Torsa Chhu") længere mod syd er det mindste af vandløbene. Fra kilder i Tibet strømmer den gennem Chumbidalen i den vestlige del af landet, forbi Phuentsholing.

Navneleddet "Chhu" betyder "flod".

### Plantevækst
Bhutan har en stor artsrigdom, og mange arter, som er specielle for landet. I alt er 5.000 forskellige plantearter registreret. Det er et mål for myndighederne at bevare 60 % af landet skovdækket. En kortslægning i 2005 dokumenterede, at skovdækningen i dag er 64 %. 26 % af landet er værnet som nationalparker og andre værnekategorier.
300 forskellige medicinplanter er kendte, og tibetanerne kalder landet Lho Jong Men Jong, "det sydlige land med lægeurter". Bhutan har et unikt genetisk materiale for den, som arbejder med plantekultur. Henimod 170 plantearter er indført til Europa, blandt andet vilde slægtninge fra kulturplanter som jordbær, kirsebær og æbler. Bhutan har 50 arter af rododendron, flere end noget andet land, og ca. 600 forskellige orkidearter.
- Det tropiske lavland har fugtig monsunskov med hamp, skruepalmer, kæmpebambus og banantræer. Hamp bruges traditionelt som svinefoder, til tove og i tekstiler.
- I den tempererede zone vokser blandt andet gran, skarntyde, cypresser, furu og enebær.
- I den alpine zone vokser rododendron, græs og urter.

Stor valmuesøster (Meconopsis grandis)  er Bhutans nationalblomst. Bhutans nationaltræ er cupressus funebris (kinesisk cedertræ), som udnyttes både til tømmer og til røgelse og massageolie.

### Dyreliv
I Bhutan er der registreret 165 pattedyrsarter. Nogle af arterne er specielt egnede til landet og regionen, så som "nationaldyret" takin. Takin ligner en krydsning mellem en gnu og en moskushjort. Takin lever i de alpine områder nordvest og nordøst i landet. Kravebjørn og rød panda er karakterarter, sammen med sambar, landets største hjortedyr og muntjak, kendt som "den bjæffende hjort". Andre karakteristiske dyrearter er rhesusaber, langurer, specielt Golden Langur (Trachypithecus geei), som kun lever i Bhutan og i tilsvarende biotoper syd for den indiske grænse. Den gyldne langur særpræges – ikke uventet – af dens gyldne pels, og den lever i skovområderne i det sydlig-centrale Bhutan, mellem floderne Puna Tsang Chhu og Manas.
Elefanter og tigre findes flere steder, men særligt i Royal Manas National Park. Sneleoparden lever i højtliggende områder, men følger efter sit favoritbyttedyr, bharal, til lavereliggende områder om vinteren.
Indtil nu er 675 fuglearter registreret i Bhutan. Blandt de mest kendte er sorthalset trane (Grus nigricollis), en trækfugl fra Tibet, som overvintrer i dale i det centrale Bhutan, og som spiller en betydelig rolle i bhutansk folkeskik; den kæmpestore hvidbuget hejre Ardea insignia, som omtales som en af verdens 50 mest sjældne fugle; og Haliaeetus leucoryphus.

## Demografi
Befolkningen udgør 741.919 indbyggere (skøn, juli 2015 på grundlag af folketælling fra 2005). Befolkningen er forholdsvis ung: 26.76% var 0-14 år (mænd 101.418, kvinder 97.132), 19.68% var 15-24 år (mænd 74.373, kvinder 71.600), 41.6% var 25-54 år: (mænd 164.520, kvinder 144.089), 5.85% var
55-64 år (mænd 23.271, kvinder 20.144) og 6.12% var 65 år eller ældre (mænd 23.754, kvinder 21.618) (beregnet 2015).
Befolkningen er voksende. Ifølge skøn fra 2015 var der 17.78 fødsler og 6.69 dødsfald pr. 1.000 indbyggere. Ind- og udvandring påvirker ikke det samlede indbyggertal.
38.6% af befolkningen bor i byer (skøn for 2015), heraf boede 152.000 i hovedstaden (2014).

### Etnicitet
Ngalop (også Bhote) udgør 50% af befolkningen, etniske nepalesere 35% (herunder Lhotsampas - en af flere nepalesiske etniske grupper), indfødte eller migrantstammer udgør 15% af befolkningen.

### Sprog
Dzongkha er et officielt sprog i Bhutan. Det tales af folkegruppen Ngalop og hører til i Vest- og Centralbhutan. Dzongkha skal bruges i alle offentlige embedsudøvelser, men i mange sammenhænge har engelsk taget over. Sharchhopka tales af 28 %, særligt i Østbhutan. Sproget er forståelig vis-a-vis Dzongkha. Dzongkha tales af 24 %, Lhotshamkha af 22 %, andre sprog tales af 26 %.
Nepalesisk tales af en stor minoritet i det sydlige Bhutan.

### Religion
Tibetansk buddhisme er hovedreligionen i Bhutan. Der findes to buddhistiske skoler, som historisk er stærkt knyttet til Bhutan. Nyingma-traditionen, som blev grundlagt af Pema Lingpa i det 15. århundrede og Drukpa-Kagyu-traditionen. Der findes også nogle tilhængere af Gelug- og Karma-Kagyu-traditionen i Bhutan.
Ifølge skøn fra 2005 var 75.3 % tibetanske buddhister, 22.1 % hinduister (indisk eller nepalesisk påvirkede), andre 2.6 %.

### Sundhed
Den forventede levealder ved fødsel var i 2008 66 år. Spædbarnsdødeligheden er i de seneste ti år reduceret fra 10,32 % til 6,05 % af levendefødte. Bhutan nåede allerede i 1990 UNICEF's mål om Vaccination for alle børn (Universal Child Immunization).

## Politik
Bhutans politiske system har de seneste 40 år været i langsom udvikling, og forslaget til landets første grundlov, som blev lagt frem i marts 2005 var en væsentlig stigning i retning af et konstitutionelt monarki efter vestlig model. Landets første frie valg mellem politiske partier blev gennemført 24. marts 2008. Den nykonstituerede nationalforsamling vil fra 2008 bestå af 25 medlemmer i "overhuset" og 47 medlemmer i "underhuset". Partirepræsentanterne vil sidde i underhuset.

### Parlamentet
Parlamentet, Tshogdu består fra og med valgene i 2008 af to dele: et "overhus" med 25 medlemmer og et "underhus" med 47 medlemmer.
Overhusets 25 medlemmer består af 20 medlemmer valgt ved partiløse direkte valg i landets 20 valgkredse, dzongkhag. Desuden udnævner kongen 5 medlemmer. Valgene til overhuset blev gennemført i 15 valgkredse den 31. december 2007, og i de 5 sidste valgkredse den 29. januar 2008. Det var fra 1 til 4 kandidater i hver valgkreds.
Underhusets 47 medlemmer vælges som partirepræsentanter fra et af landets to godkendte partier, i enkeltmandskredse i valget 24. marts 2008.
Parlamentet blev oprindelig oprettet i 1953, og bestod tidligere af 150 medlemmer. 100 af disse var ordinære medlemmer – chimi, udpegede fra 100 valgdistrikter ved en lokal konsensusproces, hvor valgkamp og egennominering ikke var almindelig.
Desuden bestod Tshogdu af 10 medlemmer fra Dratshang, det øverste råd for landets 6.000 buddhistiske munke, 6 medlemmer af Lodoi Tsokde, kongens rådgivende organ, og 34 andre medlemmer, som blev udpegede af kongen blandt ansatte i central og regional forvaltning.
Tshogdu mødtes 2 gange i året. Kongen kunne tidligere nedlægge veto mod parlamentets beslutninger, men efter en lovreform i 1998 fik Tshogdu en vetoret mod kongen og samtidig en formel mulighed for at afsætte kongen. Et mistillidsbeslutning – som kræver 2/3 flertal – fører imidlertid ikke til at kongehuset som sådan ophører, men at magten overføres til kronprinsen.

### Politiske partier
I grundlovsudkastet fra marts 2005 blev der foreslået et kontrolleret to-parti-system. Ved et kongelig dekret 22. april 2007 blev det tidligere forbud mod politiske partier ophævet som en forberedelse til det ventede valg.
Til valget i marts 2008 blev det oprettet to politiske partier: Folkets demokratiske parti, som ledes af Sangay Ngedup, og Bhutans anstændige parti, som ledes af Jigme Thinley. Både Ngedup og Thinley har vært regeringsmedlemmer og statsminister.
Det findes tre eksilpartier, som repræsenterer forskellige etniske minoriteter, i hovedsagen nepalere fra det sydlige Bhutan: Bhutan People's Party, National Democratic Party og Druk National Congress.
Et kommunistparti har udsendt sporadiske erklæringer og deltaget i fælleskonferencer for maoistpartier i regionen. Få oplysninger om partiet er kendt. Det har været spekuleret over, om det arbejder blandt nepali-talende flygtninge fra Bhutan i Nepal, og bliver trænet af det tidligere illegale Nepals Kommunistiske Parti (maoistisk).

### Kongens konsultative råd
Rådet, Lodoi Tsokde, blev etableret i 1965, altså tidligere end regeringen. Rådet består af i alt 9 medlemmer. Medlemmerne udnævnes af kongen og har blandt andet repræsentanter fra samfundet af buddhistiske munke.

### Regeringen
Bhutan har haft en "regering" med departement og ministre siden 1968. Kongen opfordrede i 1998 parlamentet til at udpege en regering, Lhengye Zhungtsho, med seks ministre, og trådte samtidig tilbage fra sin rolle som leder af regeringens løbende virksomhed. Regeringen vælges for en femårsperiode.
Hvervet som statsminister skiftede indtil 2008 mellem medlemmerne af regeringen, for et år ad gangen. Rollen som udøvende regeringsleder blev varetaget af kongen i perioden 1964-1998, efter at den første statsminister Jigme Palden Dorji (1919–1964), udnævnt i 1952, blev dræbt ved et attentat den 5. april 1964.
Efter 2008 vælges statsministeren ved valg af medlemmerne af parlamentet.

### Bhutans "ærkebiskop"
Buddhisme er statsreligion i Bhutan, og der er omkring 6.000 buddhistmunke i landet. Landets øverste religiøse leder tituleres Je Khempo og vælges for en begrænset periode. Den første Je Khempo blev udnævnt i 1637. Je Khempo er sideordnet kongen i rang.
Trulku Jigme Chhoeda er den 71. og nuværende Je Khenpo; han regnes som en reinkarnation af Maitreya, og også af mahasiddha Saraha, Hungchen Kara, Kheuchung Lotsawa, og Pema Tsering.

### Administrativ inddeling
Bhutan har 20 administrative enheder på distriktsniveau, kaldt dzongkhag. Hvert distrikt administreres af en dzongda. Hvert distrikt er videreinddelt i gewog; der er i alt 201 gewog i landet.

### Udenrigspolitik
Landets udenrigspolitik er hovedsagelig baseret på en bilateral aftale med Indien. I den oprindelige aftale fra 1949 hed det i §2, at
The Government of India undertakes to exercise no interference in the internal administration of Bhutan. On its part the Government of Bhutan agrees to be guided by the advice of the Government of India in regard to its external relations.
Aftalen gennemgik i 2006-07 en væsentlig revision, som forstærkede og understrækede Bhutans status som uafhængig, gennem de nye formuleringer "Reaffirming their respect for each other's independence, sovereignty and territorial integrity".
Den nye aftale blev underskrevet 8. februar 2007  og siger, at
"I overensstemmelse med de bindende bånd for nært venskab og samarbejde mellem Bhutan og Indien, skal regeringen for Kongeriget Bhutan og regeringen for Republikken Indien samarbejde nøje med hinanden om spørgsmål vedrørende deres nationale interesser. Ingen af regeringerne skal tillade brug af sit område for aktiviteter, der er skadelige for den nationale sikkerhed og interesse for den anden".
Bhutan har ingen formelle relationer til nabolandet mod nord, Folkerepublikken Kina. Grænsekrænkelser fra kinesisk side har ført til et anstrengt klima mellem de to lande.
Bhutan har været medlem af FN siden 1971, og deltager nu i 150 internationale organisationer. Landet har diplomatiske forbindelser med 23 lande, inklusive Norge, Sverige, Danmark og Finland. Landet har mange få ambassader i udlandet: i Kuwait, Dhaka, New Delhi, og Bangkok; i tillæg til delegationer ved FN-kontorerne i New York og Geneve og 17 konsulater. Ambassaden i New York er også landets repræsentation over for USA. Bangladesh og Indien har ambassader i Bhutans hovedstad Thimbu, mens FN og 7 andre lande har konsulater/repræsentationskontorer. Danmark er blandt de største bidragsydere af udviklingshjælp til Bhutan.

### Lhotsampa'erne
I forsøget på at styrke Bhutans nationale identitet og integrere perifere etniske grupper, påbegyndte man i 1980'erne den såkaldte "en nation, et folk"-politik.
Driglam namzha, det urgamle officielle etikettesystem og dresscode m.m., samt anvendelsen af det officielle sprog Dzongkha blev derfor indført.
Samtidigt vist den første bhutanske folketælling, at en stor gruppe af nepalesisk oprindelse levede i den sydlige del af Bhutan.
Denne minoritet, Lothsampa'erne blev først tildelt bhutansk statsborgerskab i 1958, for dernæst at blive frataget denne status, betragtet som illegale flygtninge og etnisk udrenset.

### Massemedier
Bhutan har én statslig ejet ugeavis, Kuensel, etableret i 1986. Kuensel udkommer på de tre sprog dzongkha, engelsk og nepalsk. I april 2006 blev der etableret to private ugeaviser: Bhutan Observer og Bhutan Times.
Bhutan har en statslig ejet radiokanal, Bhutan Broadcasting Service, som blev oprettet i 1973, og reorganiseret i 1986. BBS sender på FM-båndet i hovedstaden Thimpu, og på kortbølge i resten af landet. Programmer sendes på sprogene dzongkha, sharchopkha, nepalsk og engelsk. Landet tillod satellitfjernsyn  og internetopkobling i 1999 i forbindelse med kongens 25-årsjubilæum som statsoverhoved. Man havde tidligere, i 1989, forbudt indbyggerne at se udenlandsk fjernsyn. BBS' første fjernsynsudsendelse var fra kongens jubilæum, og man sender nu 4 timer dagligt, hovedsageligt på dzongkha. Internetselskabet Druknet tilbyder internetadgang til landets voksende middelklasse, som i henhold til tal fra 2003 ejer 5 pc'er pr. 1000 indbyggere.
I den årlige rangering af pressefrihed fra organisationen Journalister uden Grænser, offentliggjort i oktober 2006, var Bhutan rykket væsentlig op, fra plads nr. 146 til plads 98 af 168 lande, hovedsageligt fordi landet nu har fået privatejede aviser. Ved tidligere rangeringer lagde Journalister uden Grænser i negativ retning vægt på, at staten udøver et aktivt ejerskab i Kuensel, og på at myndighederne ikke tillod journalister adgang til kampområder, hvor indiske og bhutanske styrker bekæmpede separatister. Dette har ikke ændret sig påtageligt, men en privatejet avis er altså noget nyt i landet. Det kan også nævnes, at netversionen af Kuensel  tilsyneladende går langt i at tillade "frimodige ytringer" i sit debatforum.

### Militær
Landets militære styrker består af hæren, den kongelige livgarde og politiet. Hæren blev etableret i 1950 og omfatter en stående styrke på ca. 6.000 soldater, for det meste let infanteri. Hæren udfører grænsekontroller, sikkerhedskontroller ved Paro lufthavn og enkelte støtteopdrag for politiet. Styrkerne får deres militære uddannelse af instruktører fra den indiske hær, på IMTRAT-basen. Officererne er normalt uddannet i Indien. Hæren er en af få karriereveje i Bhutan, som giver ret til pension. Pensionerne kommer fra indtægterne af destillerier og bryggerier, der drives af hæren. Livgarden er en elitestyrke på ca. 1.000 mand, direkte underlagt kongen.

### Retsvæsen
Bhutan har aldrig været en koloni, og retsvæsenet har derfor aldrig været påtvunget nogen europæisk retstradition. Lovgivningen afspejler derfor i større grad landets egne traditioner. Bhutans lovgivning og retsvæsen bygger på gamle buddhistiske traditioner, iblandet nogle aspekter af moderne/vestlig retsskik.
Landet har ikke uddannede jurister i vestlig forstand, men den som er anklaget kan udpege en talsmand, en jabmi, som kender lovene. Ved en reform i 1996 blev der gennemført en obligatorisk skolering af alle jabmi for at sikre en kvalificeret og ensartet retsbehandling. Landets højesteret blev etableret i 1968, og består af ni dommere. Dommerne udpeges af kongen. Kongen er også den endelige appeldomstol og har den lovgivende myndighed.
Dødsstraf blev ophævet ved et kongeligt dekret 20. marts 2004. Sidste dødsdom faldt i 1974, men den blev omgjort af kongen. Seneste eksekverede dødsdom var i 1964.
Bhutan lever kun delvis op til anerkendte menneskerettigheder. For eksempel forekommer fængsling uden dom. Både Amnesty og Røde Kors konstaterede ved besøg i 1990'erne, at udviklingen i fængselsvæsenet gik i rigtig retning, men at der fortsat genstod forbedringer.
Amnesty International har fremdeles alvorlige indvendinger mod Bhutans praksis over for den nepalesiske minoritet i Sydbhutan.

## Økonomi
| Økonomiske nøgletal         | Værdi          | % av BNP | År, kilde                            |
| --------------------------- | -------------- | -------- | ------------------------------------ |
| BNP                         | 0,9 mia. US$   |          | 2006, Verdensbanken                  |
| BNP (vækst) (Verdensbanken) | 8,5 %          |          | 2006, UN Statistics (unstats.un.org) |
| Industriproduktion          | 5,0 %          |          | 2006, UN Statistics (unstats.un.org) |
| Forbrugspriser              | 7,5 %          |          | 2006, UN Statistics (unstats.un.org) |
| Renter 3 md.                |                |          |                                      |
| Arbejdsløshed               |                |          |                                      |
| Handelsbalance              | -0,24 mia. US$ |          | 2006, UN Statistics (unstats.un.org) |
| Betalingsbalance            | n.a.           |          | 2006, WTO Trade Profiles             |
| Udviklingshjælp             |                |          |                                      |
| BNP pr. indb                | 424 US$        |          | 2005, UNDP Database                  |

Ngultrum er Bhutans valuta. Den er bundet til indisk rupee, og rupeen er også gyldig som betalingsmiddel i Bhutan.
Selv om Bhutans økonomi er lille i verdensmålestok, har den haft betydelig vækst, med ca. 8% i 2005 og 14% i 2006. Størstedelen af denne vækst skyldes åbningen af de gigantiske Tala-vandkraftværker. Økonomien bygger på landbrug, skovbrug, turisme og salg af vandkraft til Indien. Landbruget udgør hovedbeskæftigelsen for mere end 80 % af befolkningen. Landbruget omfatter landbrug til eget forbrug, og husdyrhold. Landbrugsprodukter er ris, chili, mælk (både fra yak og køer), boghvede, byg, rodfrugter, æbler, citrusfrugter, og (i lavlandet) majs. Håndværk, specielt vævning og produktion af religiøse kunstgenstande, udgør en betydelig hjemmeindustri.
Bhutan er delvis vejløst, og mange af de veje, som findes er nyligt anlagt. På grund af dette, og på grund af, at landet ikke har tilgang til søen, har landet i meget lille grad tradition for eksportproduktion. Landet har ingen jernbane, men ifølge en aftale fra 2005 planlægger indiske myndigheder at knytte de sydlige dele af Bhutans til Indiens jernbanenet. Landet har en lille industri, men myndighederne er positive for industriinitiativ, og der findes nogle fabrikker inden for cement, stål, trælast, jern, frugtforædling, alkoholproduktion og kaliumcarbid. Mange udviklingsprojekter, så som vejbygning, baserer sig på indiske arbejdere.
Indtægter over 100 000 ngultrum bliver beskattet, men der er få, som tjener så meget. Inflationen var ca 3% i 2003. Statsindtægterne udgør 122 millioner €, mens udgifterne udgør 127 millioner €. 60 % af udgiftssiden er imidlertid dækket af Indiens udenrigsministerium. Landets eksport omfatter vandkraft, kardemomme, gips, trælast, husflid, cement, frugt og krydderier. Eksporten udgør 128 millioner € (2000). Importen udgør imidlertid 164 millioner €, noget, som fører til underskud i handelsbalancen. Hovedimportvarer er drivstof, korn, maskiner, ris og køretøjer. Indien modtager 87,9 % af Bhutans eksport. Bangladesh modtager 4,6 % og Filippinerne modtager 2 %. Bhutan importerer 71,3 % fra Indien, 7,8 % fra Japan og 3 % fra Australien. Eftersom Tibets grænse er lukket, er (den officielle) handel med Kina næsten ikke-eksisterende.

### Transport
Transportmulighederne er påvirket af landets høje og stejle dalføre. Mange bygder har lille eller ingen vejforbindelse, og halvdelen af indbyggerne har en halv dags gange til bilvej. Den første vej i Bhutan blev bygget i 1962, med indisk bistand. Den går fra Phuentsholing ved den indiske grænse, til Paro og Thimpu og derfra østover i landet. Landet har ca. 8.000 km veje, heraf er 3.750 km hovedveje. 62% er asfalterede. Vejene er vanskelige at vedligeholde og generelt i dårlig stand. Landet har ca. 24.000 biler. (2001) Det er godt organiserede, men ofte overfyldte, busruter.
Landets eneste internationale lufthavn, Paro lufthavn, ligger 6 km fra byen Paro på 2.235 moh. og betjenes kun af det nationale flyselskab Druk Air. Lufthavnen har kun en landingsbane, 1.964 x 29 meter. Lufthavnen havde i 2015 268.000 rejsende.

## Kultur
Bhutans kultur er præget af buddhismen, og af landets isolerede tilstand. Myndighederne er i stigende grad optaget af at bevare og beskytte landets uberørte natur og unikke kulturarv, som udgør et potentiale for turisme. Bhutan er ofte blevet beskrevet som det sidste Shangri-La. Bhutan har ingen formelle begrænsninger på turismen, men høje afgifter og obligatorisk deltagelse i pakketure gør, at landet er et eksklusivt rejsemål.
Gho er den traditionelle mandedragt i Bhutan. Til festbrug bruges dragten med skjerfet Kabney. Dragten har ophav i folkegrupperne Ngalop og Sharchopka. Drakten blev aktivt fremmet i offentlig politik i 1980-tallet, gennem initiativet Driglam namzha (nationale skikke). Gho er en knælang frakke, som knyttes i livet. Kvinder bruger en ankellang kjole, kendt som kira. Kira bæres over en skulder og knyttes på hoften. Kira bæres sammen med en langærmet bluse kaldt toego..

### Køkken
Ris, boghvede og i stigende grad majs er basisvarer i kostholdet. Kød fra svin, kvæg, yak og høns er normale. Supper og gryderedder med kød og tørrede grøntsager serveres, ofte med chili og ost. Retten ema datshi, som serveres stærkt krydret med ost og chili, kan opfattes som en nationalret, både fordi den spises af alle overalt, og på grund af de positive følelser bhutanerne har for den. Mælkeprodukter som ost og smør fra både yak og kvæg er udbredt, faktisk bliver næsten all mælk forædlet til ost eller smør. Populære drikkevarer er te, smør-te, risvin og øl. Bhutan er det eneste land i verden, som har totalforbud mod salg af tobak.

### Sport
Bhutans nationalsport er bueskydning, og det spilles regelmæssigt i de fleste landsbyer. Bueskydning er både idræt og en social begivenhed, og konkurrencer arrangeres mellem byer i form af større begivenheder med servering, beværtning og opvisninger i sang og dans. En variant af dart, kaldet khuru, er også en populær sport. En anden populær sport er digor, som bedst kan beskrives som en blanding af kuglestød og hesteskoskastning. Efter at indisk tv blev normalt i Bhutan, er cricket blevet en populær sport, og Bhutans cricketlandshold gør det godt i regionen. Fodbold bliver stadig mere populært – jf. Khyentse Norbus film Fodboldmunken – men landsholdet er et af verdens dårligste. I 2002 spillede Bhutan landskamp mod Montserrat i VM-finalen.

### Musik
Inden for musikken er Rigsar en nyudviklet genre, som forener populærmusik inspireret af indiske Bollywood-film med traditionelle musikgenre og instrumenter.

### Arkitektur
En dzong er et særegent bygværk, som er en kombination af befæstning, administrationsbygning, kloster, tempel og festivalsted i regionale centre. Bygningstypen er typisk for Bhutan, men findes også i andre lande i regionen.

### Kalender og højtider
Bhutan har flere offentlige højtidsdage, både religiøse og anden. Nogle af dem er vintersolhverv – dongzhi fejres ca. ved nytår, der fejres i januar/februar, kongens fødselsdag, kroningsdagen, starten på monsunsæson (22. september) og flere buddhistiske og hinduistiske festdage.
Maskerede dansere, og dansegrupper, som fremfører drama er normale indslag under højtider, normalt til folkemusik. Danserne med masker forestiller helte, dæmoner, dyr, guder og karikaturer af almindelige folk. Danserne nyder godt af den kongelige beskyttelse og ivaretager gamle kulturelle og religiøse traditioner, både inden for dansen og maskekunsten.

### Arveret
Arveret følger i Bhutan normalt den kvindelige linje. Døtre arver forældrenes hus. Arrangerede ægteskaber er fremdeles normale i landsbyer, og polygami accepteres, både polygyni og polyandri, ofte som led i en løsning for at bevare arv udelt, eller for at skaffe nok arbejdskraft til familien.